# Everything You Ever Wanted to Know About Silence
Everything You Ever Wanted to Know About Silence è il primo album studio della band screamo Glassjaw. Prodotto da Ross Robinson, produttore di Korn, Limp Bizkit e Slipknot.

## Tracce
Tutti i testi sono di Daryl Palumbo. Le musiche sono tutte dei Glassjaw, eccetto per Lovebites and Razorlines, Hurting and Shoving (She Should Have Let Me Sleep) e Everything You Ever Wanted to Know About Silence, scritte dai Glassjaw e da Ross Robinson.
1. Pretty Lush  – 3:00
2. Siberian Kiss  – 3:50
3. When One Eight Becomes Two Zeros  – 4:33
4. Ry Ry's Song  – 3:32
5. Lovebites and Razorlines  – 4:10
6. Hurting and Shoving (She Should Have Let Me Sleep)  – 3:28
7. Majour  – 4:00
8. Her Middle Name Was Boom  – 4:16
9. Piano  – 5:00
10. Babe  – 1:43
11. Everything You Ever Wanted to Know About Silence  – 5:36
12. Motel of the White Locust   – 8:45

- Il brano Motel of the White Locust dura 3:05. Il brano è seguito dal rumore del vento per 1 minuto e mezzo (3:05 - 4:35), fino a quando, al minuto 4:35, inizia la traccia nascosta Losten, che si conclude al minuto 7:05. Dopo quest'ultimo brano, si sente di nuovo il rumore del vento che conclude l'album.

## Formazione
- Daryl Palumbo - voce
- Justin Beck - chitarra
- Todd Weinstock - chitarra
- Manuel Carrero - basso
- Sammy Siegler - batteria